# Marcell Jansen
Marcell Jansen (Mönchengladbach, 4 de noviembre de 1985) es un exfutbolista alemán que jugaba de lateral izquierdo. Su último equipo fue el Hamburgo. Actualmente es el presidente del Hamburgo desde 2019.

## Selección nacional
Ha sido internacional con la selección de fútbol de Alemania ha jugado 45 partidos internacionales y ha anotado 3 goles.
El 8 de mayo de 2014, Jansen fue incluido en la lista preliminar de 30 jugadores por el entrenador Joachim Löw con miras a la fase final del torneo en Brasil.

### Participaciones en Copas del Mundo
| Mundial                        | Sede         | Resultado        | Partidos | Goles |
| ------------------------------ | ------------ | ---------------- | -------- | ----- |
| Copa Mundial Sub-20 de 2005    | Países Bajos | Cuartos de final | 5        | 0     |
| Copa Mundial de Fútbol de 2006 | Alemania     | Tercer lugar     | 1        | 0     |
| Copa Mundial de Fútbol de 2010 | Sudáfrica    | Tercer lugar     | 4        | 1     |

### Participaciones en Eurocopa
| Torneo        | Sede            | Resultado  |
| ------------- | --------------- | ---------- |
| Eurocopa 2008 | Austria y Suiza | Subcampeón |

## Clubes
| Club                     | País                | Año                 | Partidos | Goles |
| ------------------------ | ------------------- | ------------------- | -------- | ----- |
| Borussia Mönchengladbach | Alemania            | 2004-2007           | 55       | 4     |
| FC Bayern de Múnich      | Alemania            | 2007-2008           | 17       | 0     |
| Hamburgo SV              | Alemania            | 2008-2016           | 184      | 19    |
| Total en su carrera      | Total en su carrera | Total en su carrera | 256      | 23    |

## Palmarés

### Campeonatos nacionales
| Título                      | Club             | País     | Año  |
| --------------------------- | ---------------- | -------- | ---- |
| Copa de la Liga de Alemania | FC Bayern Múnich | Alemania | 2007 |
| 1. Bundesliga               | FC Bayern Múnich | Alemania | 2008 |
| Copa de Alemania            | FC Bayern Múnich | Alemania | 2008 |